# Altiport
Ne doit pas être confondu avec Altisurface.
 (octobre 2013).

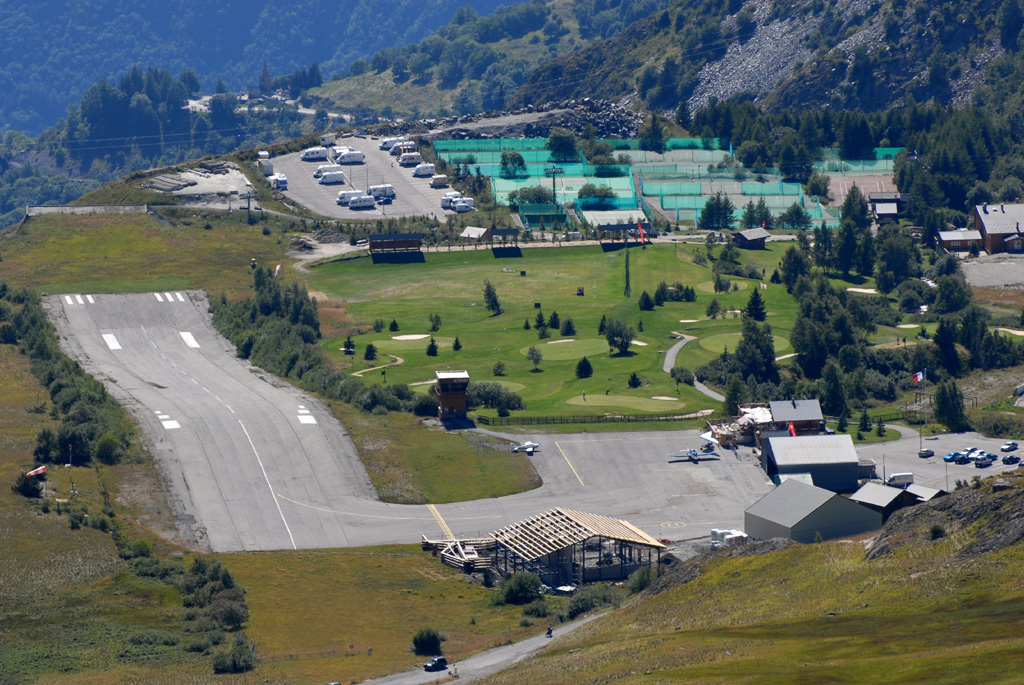
Altiport de l'Alpe d'Huez, en Isère (France).

Un altiport est un aérodrome pour avions et hélicoptères situé le plus souvent en haute montagne, et dont les pistes ont pour particularité d'être en pente et courtes. Les décollages s'effectuent en descente et les atterrissages en montée, quel que soit le vent. Des procédures particulières sont prévues, notamment en raison de l'environnement contraignant et de l'impossibilité de remettre les gaz en courte finale. Un pilote d'avion doit être titulaire de la « qualification montagne » ou d'une autorisation d'accès de site pour utiliser ce type d'installations.
Le mot « altiport » est imaginé lors de l'inauguration de l'altiport de Méribel le 29 janvier 1962 par Joseph Szydlowski, président de Turboméca, et Michel Ziegler, fils d'Henri Ziegler.

## Classification
On distingue les altiports de classe C (« destinés à l'aviation de voyage et aux services à courte distance ») dotés d'installations d'atterrissage même par mauvais temps et les altiports de classe D (« destinés en priorité à l'aviation légère ») utilisables en vol à vue.

## Liste d'altiports

### Népal
- L'aéroport Tenzing-Hillary, situé à Lukla, au Népal, dessert principalement le camp de base du mont Everest.

### France
En Auvergne-Rhône-Alpes :
- Altiport de l'Alpe d'Huez, Alpe d'Huez, Isère ;
- Altiport de Corlier, Corlier, Ain ;
- Altiport de Courchevel, Courchevel, Savoie ;
- Altiport de Megève, Megève, Haute-Savoie ;
- Altiport de Méribel, Méribel, Savoie ;
- Altiport de La Motte-Chalancon, La Motte-Chalancon, Drôme.

En Occitanie :
- Altiport de Peyresourde-Balestas, Peyragudes, Hautes-Pyrénées.

En Polynésie française :
- Aérodrome de Ua Pou, île d'Ua Pou, archipel des îles Marquises.

### Fidji
- Aérodrome de Koro, île de Koro, Fidji